# Linia kolejowa nr 404
Linia kolejowa nr 404 – jednotorowa, zelektryfikowana, pierwszorzędna linia kolejowa znaczenia państwowego w północno-zachodniej Polsce, łącząca Szczecinek z Kołobrzegiem przez Białogard.
Linia w całości położona w granicach województwa zachodniopomorskiego oraz na obszarze PKP PLK Zakładu Linii Kolejowych w Szczecinie. Przebiega wzdłuż rzeki Parsęty od jej źródła (wieś Parsęcko na wysokości stacji Dalęcino) aż do ujścia w Kołobrzegu, jednak ani razu jej nie przekracza.

## Historia do 1945 r.
Po otrzymaniu koncesji przez Hinterpommersche Eisenbahn, czyli Tylnopomorską Kolej Żelazną, na budowę linii ze Stargardu do Koszalina (dziś linia nr 202), ta sama spółka postanowiła wybudować także odgałęzienie linii do Kołobrzegu ze stacją węzłową w Białogardzie. Obydwie linie oddano do użytku w czerwcu 1859 r. Pozostałą część linii z Białogardu do Szczecinka, zbudowaną już przez Preußische Ostbahn (Pruską Kolej Wschodnią), oddano do użytku niespełna 20 lat później, w listopadzie 1878 r. Rok później odcinek do Kołobrzegu został przejęty przez Ostbahn.
Według rozkładu jazdy Deutsches Kursbuch z ostatniego roku trwania wojny (1944/45, tabela 124r) całą linię ze Szczecinka do Kołobrzegu pokonywały 2 pary pociągów. Dodatkowo 4 pary kursowały między Kołobrzegiem a Białogardem i jedna między Białogardem a Szczecinkiem.
Nazwy miejscowości na linii przed 1945 r.:
| - Neustettin → Szczecinek - Neustettin Kietz → Szczecinek Chyże - Dallenthin → Dalęcino - Eschenriege → Przeradz - Elfenbusch → Iwin - Gramenz → Grzmiąca - Villnow → Wielanowo - Groß Tychow → Tychowo - Kiefheide → Podborsko | - Belgard → Białogard - Körlin (Persante) → Karlino - Dassow → Daszewo - Fritzow → Wrzosowo - Jaasde → Jazy - Degow → Dygowo - Alt Tramm → Stramnica - Kolberg → Kołobrzeg |

## Historia po 1945 r.

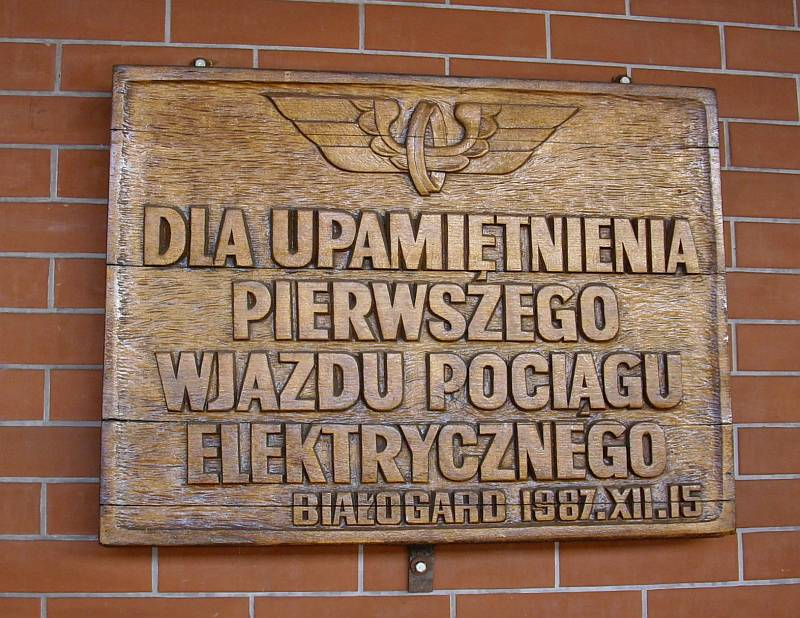
Tablica pamiątkowa upamiętniająca wjazd pierwszego pociągu elektrycznego

Od wybudowania linia 404 stała się najkrótszą drogą kolejową łączącą Poznań z Morzem Bałtyckim oraz jedną z dwóch głównych linii (obok linii nr 202) wyjazdowych (lub wjazdowych) z/do Koszalina w kierunku Poznania i miast południowej Polski (Wrocław, Katowice, Kraków).
Na początku lat 80. XX wieku po całej trasie kursowało 3½ pary pociągów osobowych oraz kilka par w różnych relacjach pomiędzy stacjami Szczecinek – Białogard i Białogard – Kołobrzeg, a także 2 pary osobowych przyspieszonych (w tym m.in. w relacji Łódź Kaliska – Trzebiatów). Pociągi pospieszne kursowały w relacjach Wrocław Gł. – Słupsk – (Ustka), (Tarnów) – Kraków Gł. – Kołobrzeg, Katowice – Ustka, Poznań – Kołobrzeg/Ustka oraz Poznań – Koszalin (z powrotem ze Słupska).
W czerwcu 1988 r. zainstalowano sieć trakcyjną na odcinku z Kołobrzegu do Białogardu, a 1,5 roku później, w grudniu 1989 r., z Białogardu do Szczecinka.

## Statystyki linii
Minimalny (hipotetyczny) czas przejazdu całej linii z maksymalną dozwoloną prędkością wynosi 1:03 h dla autobusów szynowych (średnio 95,4 km/h), 1:10 h dla pasażerskich (średnio 85,3 km/h) oraz dla towarowych 1:32 h (średnio 65 km/h).
Porównanie czasu przejazdów dla pociągów osobowych w wybranych latach (wartości uśrednione):

a) pomiędzy Szczecinkiem i Białogardem (63,5 km):
| - 1944/45 r.: ok. 1:45 h - 1948 r.: ok. 1:50 h - 1951/52 r.: ok. 1:25 h - 1967/68 r.: ok. 1:30 h | - 1983/84 r.: ok. 1:20 h - 1989/90 r.: ok. 1:20 h - 1995/96 r.: ok. 1:05 h - 2002 r.: ok. 1:05 h - 2007 r.: ok. 1:05 h |

b) pomiędzy Białogardem i Kołobrzegiem (36 km):
| - 1944/45 r.: ok. 0:55 h - 1948 r.: ok. 1:00 h - 1951/52 r.: ok. 0:50 h - 1967/68 r.: ok. 0:55 h | - 1983/84 r.: ok. 0:50 h - 1989/90 r.: ok. 0:45 h - 1995/96 r.: ok. 0:40 h - 2002 r.: ok. 0:40 h - 2007 r.: ok. 0:35 h |